# Wolfgang Brenner

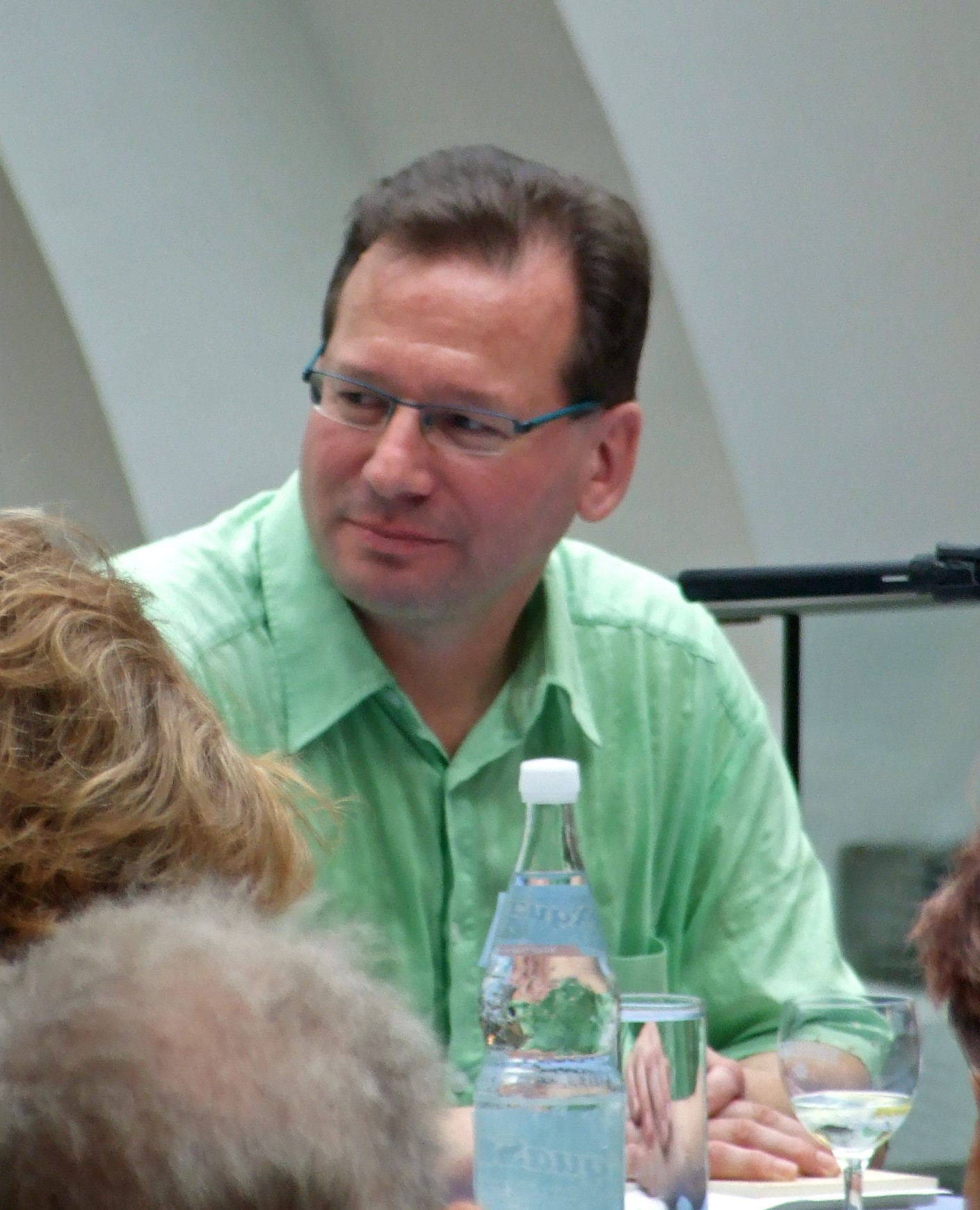
Wolfgang Brenner

Wolfgang Brenner (* 12. November 1954 in Quierschied, Saarland) ist ein deutscher Journalist und Schriftsteller.

## Leben
Wolfgang Brenner studierte Germanistik und Philosophie an den Universitäten in Trier und Berlin. Anschließend war er als Journalist tätig; von 1987 bis 1991 gehörte er der Kino-Redaktion des Berliner Stadtmagazins Tip an. Als Journalist und Essayist schrieb er für unterschiedliche Zeitungen und Magazine – darunter die Süddeutsche Zeitung, den Berliner Tagesspiegel, den Rheinischen Merkur und die Frankfurter Rundschau. In der Sonntagsausgabe der F.A.Z. erschienen über mehr als 17 Jahre die Schmalenbach-Kolumnen – satirisch pointierte Episoden aus dem Alltag eines etablierten, in die Jahre gekommenen Alt-68ers.
Seit den 1990er-Jahren lebt Brenner als freier Schriftsteller in Berlin und im Hunsrück. Er verfasste einige Romane, schrieb Satiren, Hörspiele, Radio-Features und Drehbücher zu Fernsehkrimis (u. a. für die Serien Tatort und Polizeiruf 110) sowie zu Dokumentarfilmen; bei letzteren führte er teilweise selbst Regie. Neben Lokalkrimis, deren Handlung meist in der saarländisch-luxemburgisch-französischen Grenzregion angesiedelt ist, schrieb er zwei essayistische Biografien: eine über Walther Rathenau, den DDP-Politiker und Außenminister der Weimarer Republik, sowie über den saarländisch-sowjetischen Vorzeige-Jungpionier Hubert L’Hoste.

## Auszeichnungen
- 2007: Krimifuchs (Berlin)
- 2018: Friedrich-Schiedel-Literaturpreis für Zwischen Ende und Anfang – Nachkriegsjahre in Deutschland[1]

## Werke
- Welcome, Ossi!, Diogenes Verlag, Zürich 1993, ISBN 978-3-257-22722-2
- Vegetarische Weihnachten. Eine Gänsegeschichte mit fünf fleischlosen Fleischmenüs (mit Waldemar Thomas und Klaus Puth), Piper Verlag, Frankfurt am Main 1996, ISBN 978-3-492-24547-0
- Schmalenbach. Ein Roman-Puzzle in 30 Teilen, Eichborn Verlag, Frankfurt am Main 1997, ISBN 978-3-8218-0557-3
- Stieber, Eichborn Verlag, Frankfurt am Main 1997, ISBN 978-3-8218-0487-3
- Alle lieben Billy. Geschichten, Tips und Reportagen über unser Lieblings-Möbelhaus (mit Frank Johannsen), Eichborn Verlag, Frankfurt am Main 1998, ISBN 978-3-8218-3478-8
- Der Patriot, Eichborn Verlag, Frankfurt am Main 1998, ISBN 978-3-8218-0548-1
- Die Exekution, Eichborn Verlag, Frankfurt am Main 2000, ISBN 978-3-8218-0830-7
- Der Adjutant, Deutscher Taschenbuch Verlag, München 2003, ISBN 978-3-423-24355-1
- Die schlimmsten Dinge passieren immer am Morgen. Geschichten mit Schmalenbach, dtv, München 2004, ISBN 978-3-423-20728-7
- Walther Rathenau. Deutscher und Jude, Piper Verlag, München 2005, ISBN 978-3-492-04758-6
- Ich dachte schon, es ist was Schlimmes. Neue Geschichten mit Schmalenbach, dtv, München 2006, ISBN 978-3-423-20952-6
- Bollinger und die Friseuse. Ein Grenzfall, dtv, München 2007, ISBN 978-3-423-24579-1
- Bollinger und die Barbaren. Ein neuer Grenzfall, dtv, München 2008, ISBN 978-3-423-24634-7
- Führerlos. Be.bra verlag, Berlin 2008, ISBN 978-3-86124-622-0
- Honeckers Geliebte. Jaron Verlag, Berlin 2008, ISBN 978-3-89773-590-3
- 1924: Stinnes ist tot. Kappes achter Fall (aus der Reihe: Es geschah in Berlin). Jaron Verlag, Berlin 2009, ISBN 978-3-89773-601-6
- Elke versteht das. dtv, München 2010, ISBN 978-3-423-21245-8
- Alleingang. Gmeiner-Verlag, Meßkirch 2012, ISBN 978-3-8392-1227-1
- Hubert im Wunderland. Vom Saargebiet ins rote Moskau. Conte Verlag, Saarbrücken 2012, ISBN 978-3-941657-38-0
- Aber Mutter weinet sehr. Albrecht Knaus Verlag, München 2012, ISBN 978-3-8135-0503-0
- Zwischen Ende und Anfang. Nachkriegsjahre in Deutschland, dtv, München 2016, ISBN 978-3-423-28106-5
- Die ersten hundert Tage. Reportage vom deutsch-deutschen Neuanfang 1949. Verlag Herder, Freiburg im Breisgau 2016, ISBN 978-3-451-38181-2
- Loreley. Jaron Verlag, Berlin 2023, ISBN 978-3-89773-147-9

## Filmografie
- 1995: Polizeiruf 110: Grawes letzter Fall (TV)
- 1995–1996: Die Flughafenklinik (TV-Serie, sechs Folgen)
- 1997: Der Mordsfilm (TV-Serie, zwei Folgen)
- 1997, 1999: Maître Da Costa (TV-Serie, zwei Folgen)
- 1997: Tatort – Brüder (TV)
- 1998: Der Mut des Fliegers (TV)
- 1999: Lautloser Schrei – Eine Frau in Gefahr (TV)
- 1999: Heimatfront (TV-Serie, eine Folge)
- 2006: Eine Liebe in Königsberg (TV)

## Belege
1. ↑  Schiedel-Literaturpreis an Wolfgang Brenner, Börsenblatt vom 29. Juni 2018, abgerufen am 2. Juli 2018

| Personendaten    | Personendaten                           |
| ---------------- | --------------------------------------- |
| NAME             | Brenner, Wolfgang                       |
| KURZBESCHREIBUNG | deutscher Journalist und Schriftsteller |
| GEBURTSDATUM     | 12. November 1954                       |
| GEBURTSORT       | Quierschied, Saarland                   |